# Юридично сліпий
«Провінційний чоловік» (англ. Legally Blind) — філіппінський  телесеріал 2017 року виробництва телекомпанії GMA Network.

## У ролях
- Жанін Гутьєррес — Грейс Рейєс Евангеліста-Вільяреал
- Мікаель Тез — Едвард Вільяреал
- Лорен Янг — Чарі Рейєс Евангеліста
- Марк Абая — Вільям Вільяреал
- Роджун Крус — Джоель Апостол